# اللواء 115 مدرع (اليمن)
اللواء 115 مدرع هو لواء مدرع يمني يتبع القوات البرية في عمليات المنطقة العسكرية السادسة، ويتمركز اللواء في محافظة الجوف.

## تاريخ

### أحداث 2011
في مارس 2011 تم تغيير العميد عبد ربه حسين السرائيلي قائد اللواء 115 مدرع، اثناء أحداث ثورة الشباب اليمنية.

### الحرب الأهلية 2015
في 14 يونيو سيطرت جماعة الحوثي (الأحد) على مدينة الحزم عاصمة محافظة الجوف بعد مواجهات مع اللجان الشعبية الموالية للرئيس اليمني عبد ربه منصور هادي، وذلك بعد أيام من المواجهات أوقعت عشرات القتلى والجرحى من الجانبين. كما سيطر الحوثيون على مقر اللواء 115 مدرع ويقع في الجهة الشمالية الغربية من المدينة، وكانت جماعة الحوثي خاضت معارك عنيفة مع اللجان الشعبية في سبتمبر 2014، ومن حينها تدور مواجهات متقطعة بين اللجان والحوثيين.

## القادة
| م | القائد                               | الفترة           |
| - | ------------------------------------ | ---------------- |
|   | العميد الركن/ عبد ربه حسين السرائيلي | غير معروف - 2011 |
| 2 | العميد الركن/ محمد محسن بجاش         | 2005 - 2007      |